# Seis Naciones M21 2006
El Seis Naciones M21 de 2006 fue la decimocuarta edición del torneo de rugby para menores de 21 años.

## Equipos participantes
- Selección juvenil de rugby de Escocia (Escocia M21)
- Selección juvenil de rugby de Francia (Francia M21)
- Selección juvenil de rugby de Gales (Gales M21)
- Selección juvenil de rugby de Inglaterra (Inglaterra M21)
- Selección juvenil de rugby de Irlanda (Irlanda M21)
- Selección juvenil de rugby de Italia (Italia M21)

## Posiciones
| Pos. | Equipo     | Encuentros | Encuentros | Encuentros | Encuentros | Tantos  | Tantos    | Tantos     | Puntos Totales |
| Pos. | Equipo     | jugados    | ganados    | empatados  | perdidos   | a favor | en contra | diferencia | Puntos Totales |
| ---- | ---------- | ---------- | ---------- | ---------- | ---------- | ------- | --------- | ---------- | -------------- |
| 1    | Inglaterra | 5          | 5          | 0          | 0          | 193     | 65        | +128       | 10             |
| 2    | Francia    | 5          | 4          | 0          | 1          | 151     | 53        | +98        | 8              |
| 3    | Gales      | 5          | 3          | 0          | 2          | 110     | 83        | +27        | 6              |
| 4    | Irlanda    | 5          | 2          | 0          | 3          | 86      | 113       | -27        | 4              |
| 5    | Escocia    | 5          | 1          | 0          | 4          | 88      | 158       | -70        | 2              |
| 6    | Italia     | 5          | 0          | 0          | 5          | 34      | 190       | -156       | 0              |

Nota: Se otorgan 2 puntos al equipo que gane un partido, 1 al que empate y 0 al que pierda

## Resultados

### Desarrollo
| 3 de febrero | Inglaterra | 26 - 18 | Gales |  |  |

| 3 de febrero | Irlanda | 34 - 9 | Italia |  |  |

| 3 de febrero | Escocia | 0 - 37 | Francia |  |  |

| 10 de febrero | Francia | 29 - 10 | Irlanda |  |  |

| 10 de febrero | Italia | 3 - 48 | Francia |  |  |

| 10 de febrero | Gales | 34 - 24 | Gales |  |  |

| 24 de febrero | Francia | 51 - 5 | Italia |  |  |

| 24 de febrero | Irlanda | 13 - 14 | Gales |  |  |

| 24 de febrero | Escocia | 22 - 49 | Inglaterra |  |  |

| 10 de marzo | Francia | 17 - 30 | Inglaterra |  |  |

| 10 de marzo | Irlanda | 24 - 21 | Escocia |  |  |

| 10 de marzo | Gales | 36 - 3 | Italia |  |  |

| 17 de marzo | Inglaterra | 40 - 5 | Irlanda |  |  |

| 17 de marzo | Italia | 14 - 21 | Escocia |  |  |

| 17 de marzo | Gales | 8 - 17 | Francia |  |  |

| Bandera de Inglaterra |
| Campeón Inglaterra    |
| Tercer título         |